# Cratere Kunowsky (Marte)
Kunowsky è un cratere sulla superficie di Marte.
Il cratere è dedicato all'astronomo tedesco Georg Karl Friedrich Kunowsky.